# Ptinus nigerrimus
Ptinus nigerrimus là một loài bọ cánh cứng trong họ Ptinidae. Loài này được Boieldieu miêu tả khoa học năm 1854.